# Talaia del Cortijuelo
La Talaia del Cortijuelo és una de les torres de guaita que formaven part del sistema defensiu del castell de Montefrío, de lèpoca nassarita. Està situada molt pròxima a la localitat de Montefrío (província de Granada).

## Descripció
Es tracta d'una torre cilíndrica, de 5 m d'altura (encara que a l'origen era possiblement més alta), massissa, construïda amb obra de maçoneria en filades, amb pedres de grandària mitjana, aixecada mitjançant encofrat, ja que existeixen restes dels forats de bastida- Es conserva en bon estat.